# Amanda Black
Amanda Benedicta Antony (sinh ngày 24 tháng 7 năm 1993), nổi tiếng với nghệ danh Amanda Black, là một ca sĩ kiêm nhạc sĩ người Nam Phi, được công nhận vào năm 2016 sau khi phát hành đĩa đơn tạo hit "Amazulu", được đề cử trong một số giải thưởng âm nhạc. Album studio đầu tiên của cô, Amazulu, được chứng nhận bạch kim ba tuần sau khi phát hành.

## Cuộc đời và học vấn
Amanda Benedicta Antony sinh ngày 24 tháng 7 năm 1993 tại Mthatha, Eastern Cape, Nam Phi và lớn lên ở Butterworth, Eastern Cape, nơi cô dành phần lớn thời gian đầu đời. Nữ ca sĩ sau đó chuyển đến Port Elizabeth, nơi cô hoàn thành việc học trung học tại trường Christian Kabega, Port Elizabeth trước khi cô tiếp tục học thêm tại Đại học Nelson Mandela Metropolitan, nơi cô học ngành Giáo dục Âm nhạc.

## Sự nghiệp
Cô bắt đầu hát ở độ tuổi khá trẻ trong nhà thờ và ở trường cho đến khi cô bước sang tuổi 12, giai đoạn cô bắt đầu tham gia nhiều trong những cuộc thi tìm kiếm tài năng và điều này đã tạo cơ hội cho cô được biểu diễn trên sân khấu.

### 2015- hiện tại
Cô đã tham gia vào ba phiên bản của Thần tượng Nam Phi nhưng cô lại giành được nhiều sự yêu thích của người hâm mộ tại mùa 11 của chương trình tài năng, trong đó cô đã đứng đầu bảng 7. Để theo đuổi sự nghiệp âm nhạc của mình, cô chuyển tới Johannesburg vào tháng 1 năm 2016 nơi cô đã được giúp đỡ bởi Ambitiouz Entertainment, người đã cung cấp cho cô một hợp đồng thu âm.
Vào ngày 1 tháng 7 năm 2016, cô phát hành đĩa đơn chính thức đầu tiên mang tên "Amazulu", một bài hát trong album studio đầu tay của cô cũng mang tên Amazulu. Bài hát này được coi là vô cùng quan trọng của sự nghiệp của cô với sự tiếp nhận khổng lồ của khán giả dành cho nó, nó đã đạt được hơn 53.000 lượt tải về, cũng đạt được hơn 2,5 triệu lượt xem trên YouTube. Vào ngày 11 tháng 11 năm 2016, cô phát hành album đầu tay được mong đợi, Amazulu, thông qua Ambitiouz Entertainment. Chưa đầy một tháng sau khi phát hành, album đã bán được hơn 31.000 bản, dẫn đầu ngành công nghiệp thu âm của Nam Phi để nhận được chứng nhận đĩa bạch kim. Nó cũng giúp cô giành được đề cử trong 5 hạng mục tại lgiải thưởng âm nhạc Metro FM lần thứ 16, và 5 hạng mục tại Giải thưởng Âm nhạc Nam Phi năm 2017.
Vào ngày 20 tháng 7, cô phát hành "Kahle" cũng được nhiều người yêu thích, điều này đã góp phần giúp Amanda Black trở thành một trong những nghệ sĩ hàng đầu ở Nam Phi. Bài hát đã trở thành một hit quốc gia cũng như đạt hơn 900 000 lượt xem trên YouTube.